# Leucania continentalis
Leucania continentalis là một loài bướm đêm trong họ Noctuidae.